# Steven Zelditch
Steven Morris Zelditch (13 de setembro de 1953) é um matemático estadunidense, especialista em análise global, geometria complexa e física matemática (e.g. caos quântico).
Foi palestrante convidado do Congresso Internacional de Matemáticos em Pequim (2002: Asymptotics of polynomials and eigenfunctions). Foi eleito fellow da American Mathematical Society em 2012.
Recebeu em 2013 com Xiaojun Huang o Prêmio Stefan Bergman.

## Publicações selecionadas

### Artigos
- Reconstruction of singularities for solutions of Schrödinger's equation, Communications in Mathematical Physics, Vol. 90, 1983, pp. 1–26
- Uniform distribution of eigenfunctions on compact hyperbolic surfaces, Duke Mathematical Journal, Vol. 55, 1987, pp. 919–941 doi:10.1215/S0012-7094-87-05546-3
- com Maciej Zworski: Ergodicity of eigenfunctions for ergodic billiards, Comm. Math. Phys., Vol. 175, 1996, 673–682
- Quantum Ergodicity of C* Dynamical Systems, Comm. Math. Phys., 177, 1996, 507–528
- "Szegö kernels and a theorem of Tian." International Mathematics Research Notices, Vol. 1998, no. 6, 1998, 317–331 doi:10.1155/S107379289800021X
- com Bernard Shiffman: Distribution of Zeros of Random and Quantum Chaotic Sections of Positive Line Bundles, Communications in Mathematical Physics, Vol. 200, 1999, pp. 661–683 doi:10.1007/s002200050544 arXiv preprint
- com Pavel Bleher and B. Shiffman: Universality and scaling of correlations between zeros on complex manifolds, Inventiones mathematicae, vol. 142, 2000, pp. 351–395 doi:10.1007/s002220000092 arXiv preprint
- From random polynomials to symplectic geometry, Proc. Internat. Congress Math. Phys. 2000
- Survey of the inverse spectral problem, surveys in Diff. Geom., 2004
- Complex zeros of real ergodic eigenfunctions, Invent. Math., Vol. 167, 2007, 419–443, Arxiv
- Local and Global Analysis of Natural Functions, Handbook of Geometric Analysis, Volume 1, 2008
- Recent developments in mathematical quantum chaos, Current Developments in Mathematics 2009
- com Frank Ferrari and Semyon Klevtsov: Random Geometry, Quantum Gravity and the Kähler Potential, Phys. Lett. 705, 2011
- IAS / Park City Lectures on Eigenfunctions 2013
- Eigenfunctions and nodal sets, Surveys in Differential Geometry, Vol. 18, 2013, 237–308

### Livros
- Selberg trace formulae and equidistribution theorems for closed geodesics and Laplace eigenfunctions: finite area surfaces, American Mathematical Society 1992
- Eigenfunctions of the Laplacian on a Riemannian manifold, American Mathematical Society 2017[3]